# Clubiona revilliodi
Clubiona revillioidi este o specie de păianjeni din genul Clubiona, familia Clubionidae, descrisă de Lessert, 1936. Conform Catalogue of Life specia Clubiona revillioidi nu are subspecii cunoscute.